# My Chemical Romance
Pour les articles homonymes, voir MCR.
My Chemical Romance ou MCR est un groupe de rock alternatif américain, originaire du New Jersey. Actif depuis 2001, il est composé du chanteur Gerard Way, des guitaristes Ray Toro et Frank Iero, et du bassiste Mikey Way.
Peu après leur formation, les membres du groupe signent au label discographique Eyeball Records et enregistrent leur premier album intitulé I Brought You My Bullets, You Brought Me Your Love en 2002. Ils signent chez Reprise Records l'année suivante et commercialisent leur album à succès Three Cheers for Sweet Revenge en 2004 ; l'année suivante, l'album est certifié disque de platine. Le groupe surpasse son précédent succès en 2006 avec l'album The Black Parade, très favorablement accueilli parmi les critiques. Leur quatrième album studio, Danger Days: The True Lives of the Fabulous Killjoys, est commercialisé le 10 novembre 2010, et est également favorablement accueilli. Le groupe annonce sa séparation le 22 mars 2013 sur son site officiel.
Le 31 octobre 2019, le groupe annonce son retour sur la scène internationale ainsi qu'un concert le 20 décembre 2019 à Los Angeles nommé Return.

## Historique

### Débuts et premiers succès (2001–2006)
Le groupe est formé par Gerard Way et le batteur Matt Pelissier approximativement une semaine après les attentats du 11 septembre. Assister au crash des avions sur le World Trade Center bouleverse la vie de Gerard Way, et celui-ci décide alors de fonder un groupe. Gerard Way a écrit Skylines and Turnstiles pour exprimer ce qu'il éprouve des attaques du 11 septembre, puis Ray Toro est engagé du fait que Gerard ne pouvait ni jouer à la guitare, ni chanter en même temps. Le nom du groupe est suggéré par le bassiste Mikey Way, frère cadet de Gerard, qui travaillait chez Barnes & Noble alors qu'il avait en tête le titre Ecstasy: Three Tales of Chemical Romance. Le premier singles amateurs du groupe incluaient Our Lady of Sorrows (anciennement Bring More Knives) et Cubicles. Après avoir entendu ces démos, Mikey Way décide de se joindre au groupe. Durant leur période chez Eyeball Records, le groupe fait la connaissance de Frank Iero, chanteur et guitariste du groupe Pencey Prep. Après la séparation de Pencey Prep en 2002, Iero devient un membre de My Chemical Romance, un jour avant la commercialisation de leur premier album officiel I Brought You My Bullets, You Brought Me Your Love. My Chemical Romance offre des téléchargements gratuits de leurs musiques sur PureVolume et sur le réseau social Myspace, sur lequel ils gagneront en popularité.
Après plusieurs mois de tournées intensives, le groupe finit par attirer l'attention de la compagnie de disques Reprise Records, une division de Warner Records et enregistre Three Cheers for Sweet Revenge, un second opus qui naît au printemps 2004, juste à temps pour la première participation du groupe au Vans Warped Tour. Sur ce nouvel album, c'est Howard Benson (Less Than Jake, Motörhead, Hoobastank, Sepultura, Cold, etc.) qui était aux commandes de la production. Peu de temps après la sortie de Three Cheers for Sweet Revenge, le batteur Matt Pelissier est viré du groupe. Il sera rapidement remplacé par Bob Bryar, qui a travaillé comme ingénieur du son avec The Used. Avec le premier extrait I'm Not Okay (I Promise), le groupe attire l'attention des radios alternatives et de MTV qui diffuse le clip constamment. Rapidement, les singles Helena et The Ghost of You gagnent en popularité et contribuent à faire connaître la formation partout aux États-Unis, où l'album sera certifié platine avec plus de 1,4 million de copies vendues. Le succès de l'album ne s'arrête pas là et il se vend partout à travers le monde. Afin de faire patienter leurs fans et de profiter de leur subite popularité, le groupe sort en avril 2006 un CD/DVD live, Life on the Murder Scene, qui comprend deux DVD (un journal vidéo et un disque de plusieurs prestations inédites) et un CD live.

### The Black Parade(2006–2008)

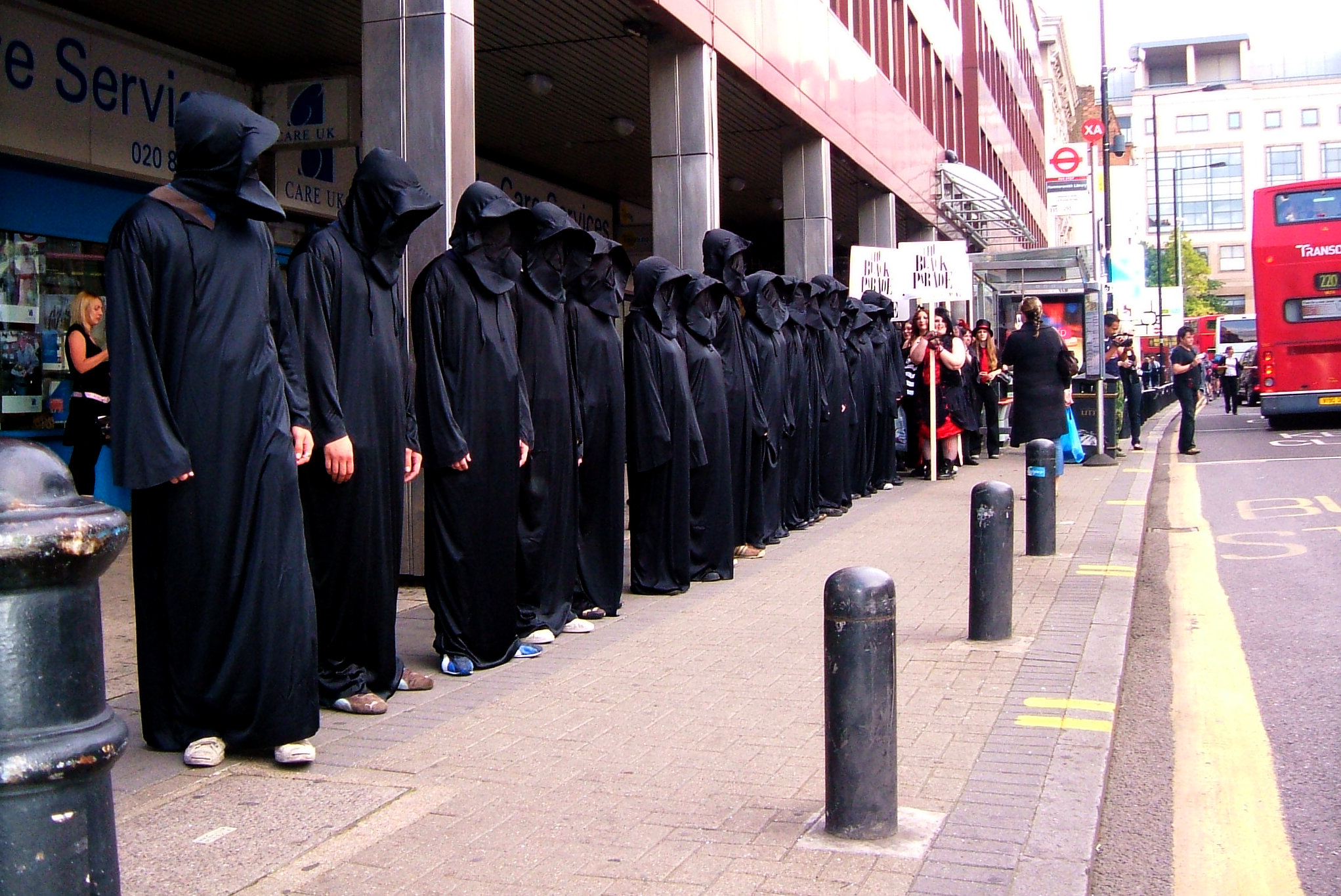
Annonce de The Black Parade au London Hammersmith Palais, Royaume-Uni.

My Chemical Romance commence l'enregistrement de son troisième album studio le 10 avril 2006 en compagnie de Rob Cavallo, producteur de nombreux albums du groupe Green Day,. À l'origine, l'album devait être intitulé The Rise and Fall of My Chemical Romance (en référence à The Rise and Fall of Ziggy Stardust and the Spiders from Mars de David Bowie), mais lors d'une entrevue avec le magazine Kerrang!, Gerard Way explique que ce n'est que le projet qui était intitulé de cette manière « pour rigoler. » Le 3 août 2006, le groupe achève le tournage des vidéos de leurs deux singles extrait de l'album Welcome to the Black Parade dont le single Famous Last Words bien qu'il n'ait été commercialisé qu'à partir de janvier 2007. La vidéo de Famous Last Words est réalisée par Sam Bayer, réalisateur des vidéoclips Smells Like Teen Spirit de Nirvana et American Idiot de Green Day. Durant le tournage de leur seconde vidéo, les membres du groupe Gerard Way et Bob Bryar ont été blessés. Way souffre d'un croisement des ligaments à la cheville, et Bryar une brûlure à la jambe. En conséquence, le groupe a dû annuler leur prochaine tournée. Bien que les médias aient rapporté que ces blessures consécutives à un accident de la route, une explication du groupe publiée sur leur site et leur page Myspace officielle ont confirmé qu'elles étaient consécutives au tournage de leur vidéo,,.
Welcome to the Black Parade est commercialisé comme single le 11 septembre 2006. Le 26 septembre 2006, le vidéoclip Welcome to the Black Parade est diffusé au Royaume-Uni, et le 27 septembre aux États-Unis. Le single atteint le UK Singles Chart en octobre 2006. The Black Parade est commercialisé le 23 octobre 2006 au Royaume-Uni et le 24 octobre 2006 aux États-Unis. The Black Parade World Tour débute le 22 février 2007, avec 133 shows en compagnie de Rise Against, Thursday et Muse. le frontman du groupe Reggie and the Full Effect, James Dewees, joue du synthétiseur durant la tournée. En avril 2007, il est annoncé que Mikey Way quitterait temporairement la  tournée pour passer plus de temps avec sa nouvelle femme, Alicia Simmons-Way. Pendant ce temps, Way est remplacé par Matt Cortez, un ami du groupe. Par la suite, les membres de My Chemical Romance et leur équipe, parmi des membres du groupe Muse, souffrent d'intoxication alimentaire et annulent la suite de leur tournée.
My Chemical Romance est accueilli d'une manière mitigée pour The Black Parade. Kerrang! note The Black Parade comme le quatrième meilleur album de 2006. Au magazine Rolling Stone, l'album atteint le top 50 des albums de 2006, et classé 20e meilleur album de l'année. My Chemical Romance est récompensé meilleur groupe international en 2007 aux NME Awards. My Chemical Romance est également nommé meilleur groupe alternatif aux American Music Awards de 2007. En 2009, My Chemical Romance diffuse un nouveau single intitulé Desolation Row (leur version de la chanson de Bob Dylan) le 1er février 2009. Il est la chanson-thème du film Watchmen. Le groupe annonce la diffusion d'une collection de « neuf vidéos live jamais-vu-avant » intitulée ¡Venganza! le 29 avril 2009.

### Danger Days(2009–2010)
Quatre ans après The Black Parade, ce nouvel album sort le 22 novembre 2010. Le groupe annonce ce nouvel opus via un trailer diffusé le 18 septembre 2010, Art is the Weapon, laissant aux fans un avant-goût du changement de direction artistique avec Na Na Na (Na Na Na Na Na Na Na Na Na), chanson qui sera, plus tard le premier single de cet album, suivi de SING. Le groupe se présente seulement à quatre pour la première fois depuis que Bob Bryar a quitté le groupe, remplacé par Michael Pedicone qui n'est pas un membre à part entière du groupe. Un changement de style est aussi notable, après le style de punk murderers des deux premiers albums, et les inoubliables costumes de The Black Parade, le groupe revient avec une esthétique futuriste, armés de pistolets lasers, ils arborent des couleurs pour le moins criardes. En effet, Gerard Way a cette fois ci les cheveux rouge et Mikey Way suit les traces de son grand frère, et se teint ses cheveux en blond. Lors de l'enregistrement de ce disque, une rumeur courrait selon laquelle James Dewees, qui accompagnait le groupe en tant que claviste, aurait officiellement fait partie du groupe. Il s'avéra plus tard que Dewees avait lancé la rumeur en prenant tout cela trop au sérieux.

### Conventional Weaponset séparation  (2011–2013)
Le 2 septembre 2011, le groupe renvoie leur batteur Micheal Pedicone, accusé d'avoir volé le groupe. Le groupe cherche alors un nouveau batteur, craignant de devoir annuler des concerts. Le 4 septembre, Jarrod Alexander est recruté à ce poste. Dans une interview au magazine Rolling Stone en octobre 2011, le guitariste Frank Iero révèle que des nouveaux morceaux pourraient sortir en été. En février 2012, le groupe annonce avoir aménagé un studio d'enregistrement à Los Angeles pour leur cinquième album. Ils vont travailler avec Doug McKean qui avait déjà travaillé avec eux sur The Black Parade et Danger Days: The True Lives of the Fabulous Killjoys.
Le 14 septembre 2012, Frank Iero annonce le coffret de cinq vinyles composés de deux singles intitulé Conventional Weapons,. Le premier vinyle (disponible à part à partir du 30 octobre 2012) se nomme Conventional Weapons: Number One ; le deuxième vinyle (disponible à part le 23 novembre 2012) se nomme Conventional Weapons: Number Two ; le troisième vinyle (disponible le 18 décembre 2012) se nomme Conventional Weapons: Number 3 ; le quatrième vinyle (disponible le 8 janvier 2013) se nomme Conventional Weapons: Number 4 ; et enfin, le cinquième et dernier vinyle (disponible le 5 février 2013) se nomme Conventional Weapons: Number 5. Il est à noter que Conventional Weapons n'est en aucun cas le cinquième album studio du groupe. Ces cinq vinyles sont en fait composés de chansons enregistrées en 2009. Elles étaient censées faire partie du quatrième album studio mais sont finalement devenues des sessions « poubelles » lorsque le groupe a décidé de prendre un nouveau départ en recommençant tout l'album (c'est ainsi que naîtra finalement leur quatrième album studio Danger Days: The True Lives of the Fabulous Killjoys).
Le 22 mars 2013, le groupe annonce sa séparation sur son site officiel,,. Le groupe explique : « être dans ce groupe pendant plus de 12 ans a été un véritable don du ciel. Nous avons été dans des endroits magnifiques. Nous avons vu et de fait des choses qui nous semblaient irréalisables. Nous avons partagé la scène avec des gens que nous admirons, des gens qui nous admiraient, et les meilleurs de tous, nos amis. Et maintenant, toute bonne chose a une fin. Merci à tous de nous avoir soutenu et d'avoir fait partie de notre aventure. » Gerard Way poste un long tweet sur son compte Twitter deux jours après l'annonce, dans lequel il confirme la séparation mais nie toute altercation entre les membres du groupe.

### Retour (depuis 2019)
Le 31 octobre 2019, le groupe annonce son retour sur la scène internationale ainsi qu'un concert le 20 décembre 2019 à Los Angeles nommé Return.
En janvier 2020, ils annoncent de nouveaux concerts pour l'été aux États-Unis mais également en Europe. Ces dates seront pour la plupart très vite sold-out cependant à la suite de l'épidémie de Covid-19, elles seront reportées en 2022,,. Le retour s'effectue donc le 16 mai 2022 à Eden Project. 
Le 12 mai 2022, ils sortent leur premier titre depuis 2014, The Foundations of Decay.
Le 24 novembre 2024, Bob Bryar, un des ex-batteurs, est retrouvé décédé chez lui,. 
My Chemical Romance joue en tête d'affiche au festival When We Were Young Festival 2024 à Las Vegas, où The Black Parade est joué dans son entièreté. En novembre 2025, le groupe annonce leur tournée Long Live The Black Parade au travers des stades des États-Unis en été 2025, où leur album The Black Parade est également joué en entier. Plus tard, d'autres dates sont annoncées pour 2026 au Mexique, en Amérique Latine, en Asie du Sud Est, et au Royaume Uni. Durant la tournée Long Live The Black Parade, My Chemical Romance joue pour la première fois War Beneath the Rain, une chanson écrite avant leur séparation, au Dodger Stadium à Los Angeles. 

## Caractéristiques musicales
My Chemical Romance, souvent adulé des fans de musique emo, n'apprécie pas vraiment le fait d'être classé comme tel. Le chanteur Gerard Way s'exprime souvent à ce sujet : « Je crois que l'emo c'est de la daube, de la pure connerie. Je pense qu'il y a eu des groupes catégorisés emo avec lesquels on s'est impliqué, ce qui fait que les gens nous catégorisaient également comme emo. » ; « Je crois qu'être emo, c'est vraiment de la merde. » De plus, dans certaines interviews, on peut apprendre que les membres du groupe se considèrent plutôt comme un groupe Rock'n'Roll.[réf. nécessaire]

## Membres

### Membres actuels
- Gerard Way – chant (2001–2013; depuis 2019)
- Ray Toro – guitare lead, chœurs (2001–2013; depuis 2019)
- Mikey Way – guitare basse (2001–2013; depuis 2019)
- Frank Iero – guitare rythmique, chœurs (2002–2013; depuis 2019)

### Anciens membres
- Matt Pelissier – batterie, percussions (2001–2004)
- Bob Bryar – batterie, percussions (2004–2010)

Membres de session
- John Miceli – batterie, percussions (2010)
- Jamie Muhoberac – clavier (2010; depuis 2019)
- Dorian Crozier – batterie, percussions (2006), (2010)
- Michael Pedicone – batterie, percussions (2010–2011)

Membres de tournée
- Jarrod Alexander – batterie, percussions (2011–2013; depuis 2019)
- Matt Cortez - guitare basse, guitare rythmique (2007–2008)
- James Dewees – clavier, percussions (2007–2013)

## Discographie

### Albums studio
- 2002 : I Brought You My Bullets, You Brought Me Your Love
- 2004 : Three Cheers for Sweet Revenge
- 2006 : The Black Parade
- 2010 : Danger Days: The True Lives of the Fabulous Killjoys

### Compilations et albums live
- 2005 : Life on the Murder Scene (Live, demos et un titre inédit)
- 2008 : The Black Parade Is Dead! (Live in Mexico City October 7, 2007)
- 2012 : Conventional Weapons (coffret de 5 vinyles)
- 2014 : May Death Never Stop You: The Greatest Hits 2001-2013 (inclus un titre inédit Fake Your Death et 3 démos de leurs premier album)
- 2016 The Black Parade / Living with Ghosts (cd de The Black Parade et de démos pour cet album)

### Singles
- Honey, This Mirror Isn't Big Enough for the Two of Us (2002)
- Vampires Will Never Hurt You (2002)
- Headfirst for Halos (2004)
- To the End (2004)
- Thank You for the Venom (2004)
- I'm Not Okay (I Promise) (2004)
- Helena (2005)
- Under Pressure (avec The Used) (2005)
- The Ghost of You (2005)
- It's Not a Fashion Statement It's a Fucking Deathwish (2005)
- Welcome to the Black Parade (2006)
- Famous Last Words (2007)
- I Don't Love You (2007)
- Teenagers (2007)
- Disenchanted (2009)
- Desolation Row (2009)
- Na Na Na (Na Na Na Na Na Na Na Na Na) (2010)
- The Only Hope For Me Is You (2010)
- SING (2010)
- Planetary (Go!) (2011)
- Bulletproof Heart (2011)
- The Kids from Yesterday (2012)
- The Foundations of Decay  (2022)

### Autres participations
- 2012 : Chimes of Freedom: Songs of Bob Dylan Honoring 50 Years of Amnesty International. Reprise de Desolation Row de Bob Dylan

## DVD
- 2006 : Life on the Murder Scene (Documentaire + Live)
- 2008 : The Black Parade Is Dead! (Live)
- 2009 : ¡Venganza! (Live)